# Deutsche Werke

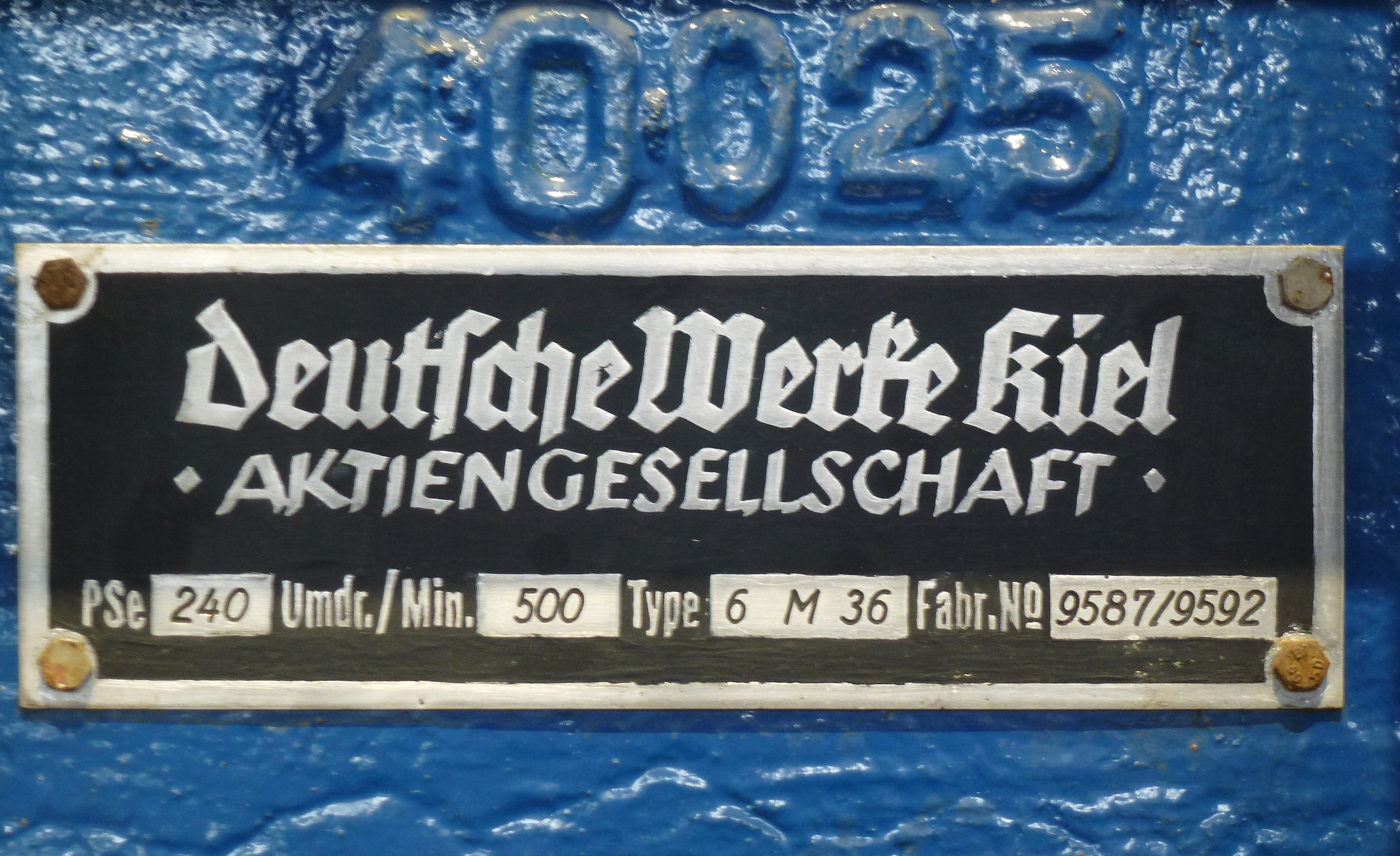
Fabrieksplaat van Deutsche Werke Kiel

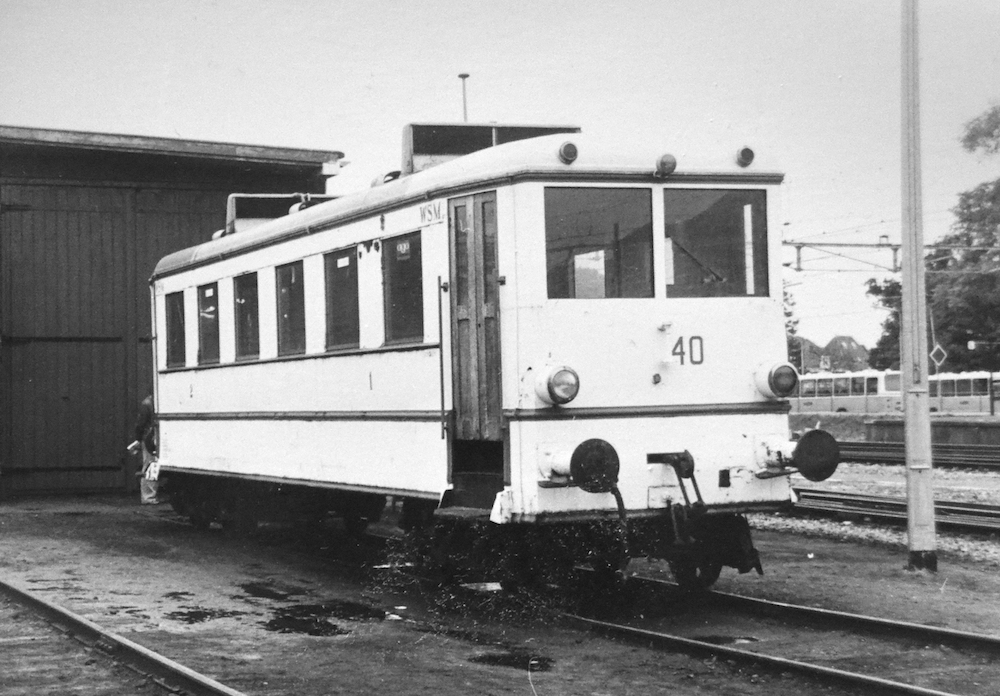
Door DWK gebouwd motorrijtuig van de Westlandsche Stoomtramweg Maatschappij, museumstuk bij de Stoomtram Hoorn-Medemblik

Deutsche Werke was een Duits conglomeraat van scheepswerven, machinefabrieken en wapenfabrieken, gevestigd in Kiel. De bedrijven bouwden met name oorlogsschepen en rollend materieel voor spoorwegen en fabriceerden pistolen en andere wapens.

## Geschiedenis
Deutsche Werke AG gaat terug naar de oprichting in 1867 van de Königlichen Werft in Kiel. In 1871 werd de naam veranderd in Kaiserliche Werft Kiel en was de werf net als de zusterwerven in Wilhelmshaven en Danzig hoofdzakelijk bezig met de bouw van oorlogsschepen voor de Keizerlijke marine (Kaiserliche Marine). Er werd vooral geprofiteerd van de enorme vlootuitbreiding onder keizer Wilhelm II.
Na de Eerste Wereldoorlog was er een neergang in het aantal orders, omdat de vlootsterkte van de Weimarrepubliek door het Verdrag van Versailles behoorlijk beperkt werd. 
In 1925 fuseerde de scheepswerf met een aantal machinebouw- en wapenfabrikanten in Kiel tot Deutsche Werke AG, doorgaans DWK (Deutsche Werke Kiel) genoemd. Het bedrijf was in volledig bezit van het Duitse Rijk. Nadat ten tijde van de Weimarrepubliek hoofdzakelijk koopvaardijschepen zoals tankers, vrachtschepen en vissersschepen gebouwd werden, begon ten tijde van het Derde Rijk opnieuw een periode van bewapening. Deutsche Werke concentreerde zich weer volledig op de marinescheepsbouw. Bekende schepen die bij Deutsche Werke van stapel liepen waren onder andere het pantserschip Deutschland (later herdoopt tot Lützow) en het slagschip Gneisenau. Tijdens de Tweede Wereldoorlog werden er voornamelijk U-boten gebouwd.
Deutsche Werke werd door bombardementen bijna volledig verwoest en na de oorlog in delen ontmanteld. De machine- en locomotiefbouw werden in Maschinenbau Kiel (MaK) samengevoegd. De werf werd in 1955 door Howaldtswerke overgenomen.